# Pardosa zhanjiangensis
Pardosa zhanjiangensis là một loài nhện trong họ Lycosidae.
Loài này thuộc chi Pardosa. Pardosa zhanjiangensis được Chang-Min Yin et al miêu tả năm 1995..